# Les Sarments de la révolte

Les Sarments de la révolte est un téléfilm français réalisé par Christian François et diffusé en 2002 sur France 3.

## Synopsis
Les problèmes familiaux et financiers d'un viticulteur, qui doit trouver les moyens d'entretenir sa terre et son vigneron.  

## Fiche technique
- Titre : Les Sarments de la révolte
- Réalisation et scénario : Daniel Losset, assisté de Claire de La Rochefoucauld
- Photographie : Anne Khripounoff
- Sociétés de production : Telfrance, France 3
- Durée : 90 minutes
- Date de diffusion : 27 avril 2002 sur France 3

## Distribution
- Patrick Fierry : Pierre Marsan
- Chrystelle Labaude : Hélène Marsan
- Gaëla Le Devehat : Juliane
- Zuriel Onara : Clément Marsan
- Sylvie Joly : Jacqueline
- Frédéric de Pasquale : Noé
- Patrick Raynal : Maître Crépin